# 阿亞維里

阿亞維里（西班牙語：Ayaviri），是秘魯的城鎮，位於該國東南部普諾大區，是梅爾加省的首府，海拔高度3,907米，2005年人口21,099，居民使用奇楚瓦語和西班牙語。
14°52′54.56″S 70°35′24.22″W / 14.8818222°S 70.5900611°W